# 白馬ジャンプ競技場
白馬ジャンプ競技場（はくばジャンプきょうぎじょう）は、長野県北安曇郡白馬村にあるスキージャンプ競技場である。正式名称は、ラージヒルが長野県白馬ジャンプ競技場、ノーマルヒルが白馬村ジャンプ競技場。ラージヒルは白馬村が指定管理者となっており、全施設を白馬村が管理・運営している。

## 概要
日本で唯一ノーマルヒル、ラージヒル用のジャンプ台が2つ並んでいるジャンプ競技場であり、1998年に開催された長野オリンピックのジャンプとノルディック複合ジャンプの競技会場として利用された。オールシーズン、スキージャンプが可能な競技場である。
白馬村がノーマルヒル、長野県がラージヒルとそれ以外の施設を受け持ち、昭和62年に基本設計を行った。6年の歳月をかけて、総工費約85億円で1992年11月に躯体施設工事が、翌1993年11月にサマージャンプ台工事が完了した。
スキージャンプ・ワールドカップは2004年を最後に行われていないが、1998年から2001年までと2004年以降はFISサマーグランプリ白馬大会がラージヒルで行われている。2018年には2003年以来となるノルディック複合・ワールドカップが開催された。
一般客もリフトと展望エレベータでスタート地点に登ることができ（大会開催時とリフトの点検運休（4月上旬 - 約12日間、12月1日 - 中旬）を除く）、スタート観覧ステージから選手と同様の視点でジャンプ台を見学することもできる。　
観覧料金　大人: 460円、小中学生: 280円
観覧時間　夏期（4月中旬 - 11月：午前8時30分 - 午後4時30分）　冬期（12月下旬 - 3月：午前9時 - 午後3時30分）[リフト乗車最終時間は観覧時間30分前]

## アクセス
- JR大糸線白馬駅より路線バス八方行で約5分、終点「八方」下車。徒歩約10分。
- JR長野駅より特急バス白馬線で約70分、「八方」下車。徒歩約10分。

## ラージヒル
- K点 120m
- ヒルサイズ（HS） 131m
- 全長：385m
- 標高差：138m
- 最大斜度：37.5°
- ヒルレコード
  - 冬季 140.0m 岡部孝信（2011年2月全日本スキー選手権大会）
  - 夏季 136.0mシモン・アマン（2009年8月サマーグランプリ）

## ノーマルヒル
- K点 90m
- ヒルサイズ（HS） 98m
- 全長：318m
- 標高差：107m
- 最大斜度：36.5°
- ヒルレコード 
  - 冬季 100.0m 富井正樹（1999年2月全日本スキー選手権大会）、小山内佳彦(2006年1月全日本学生選手権)
  - 夏季 98.5m 原田雅彦（1996年9月コンチネンタルカップ）

## ギャラリー

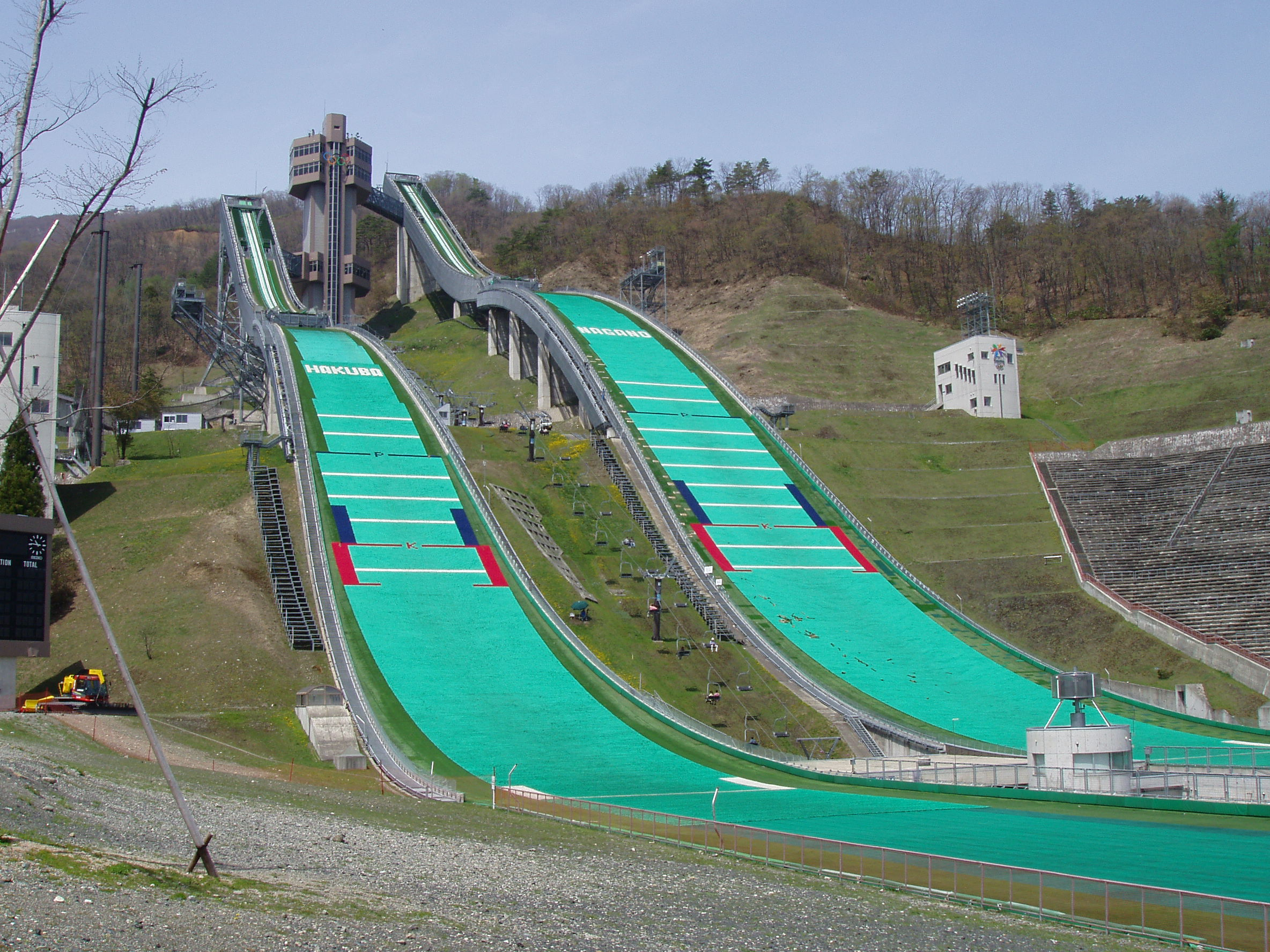
白馬ジャンプ競技場（2004年5月1日撮影）
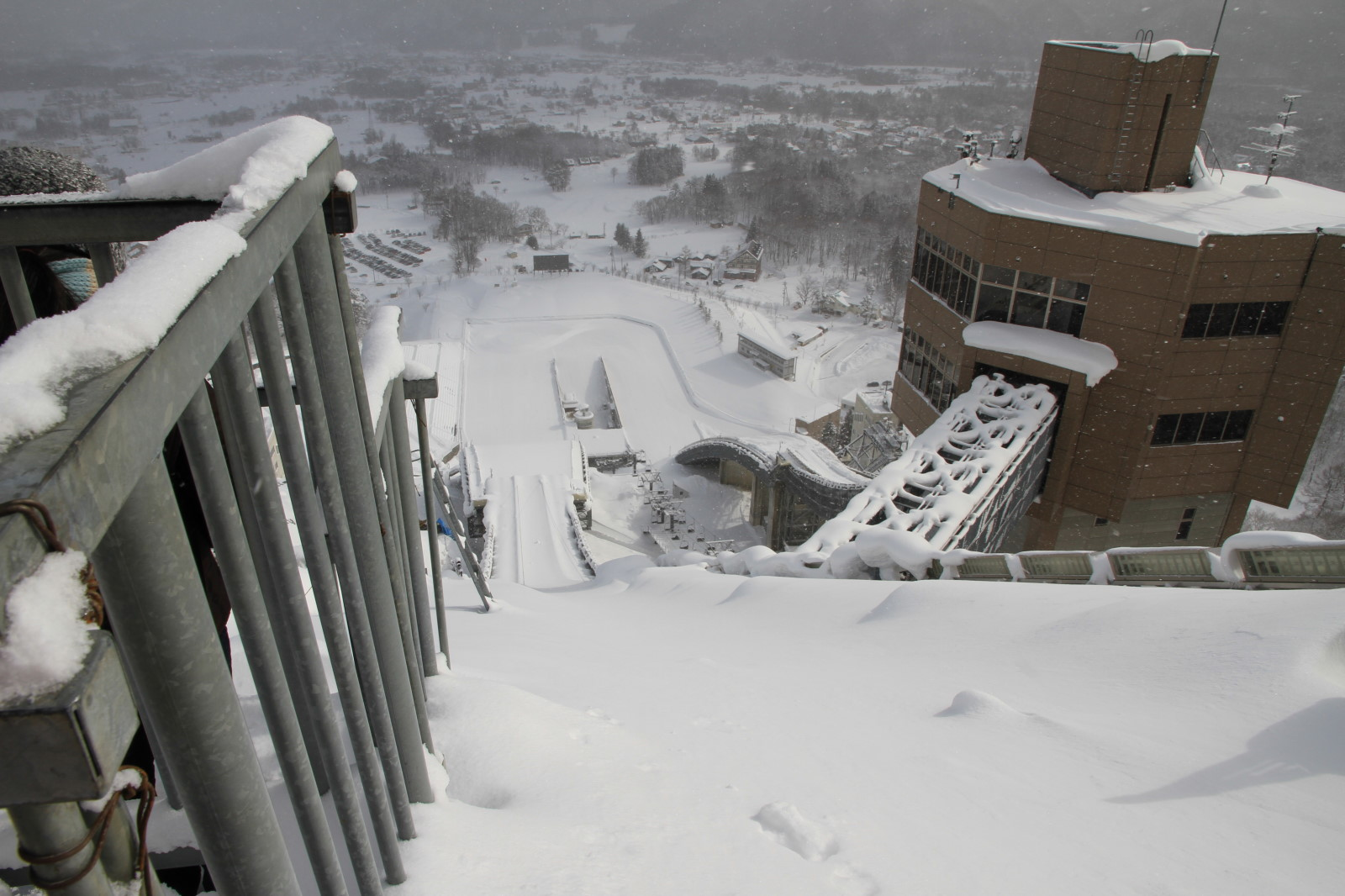
選手スタート地点付近(ラージヒル)
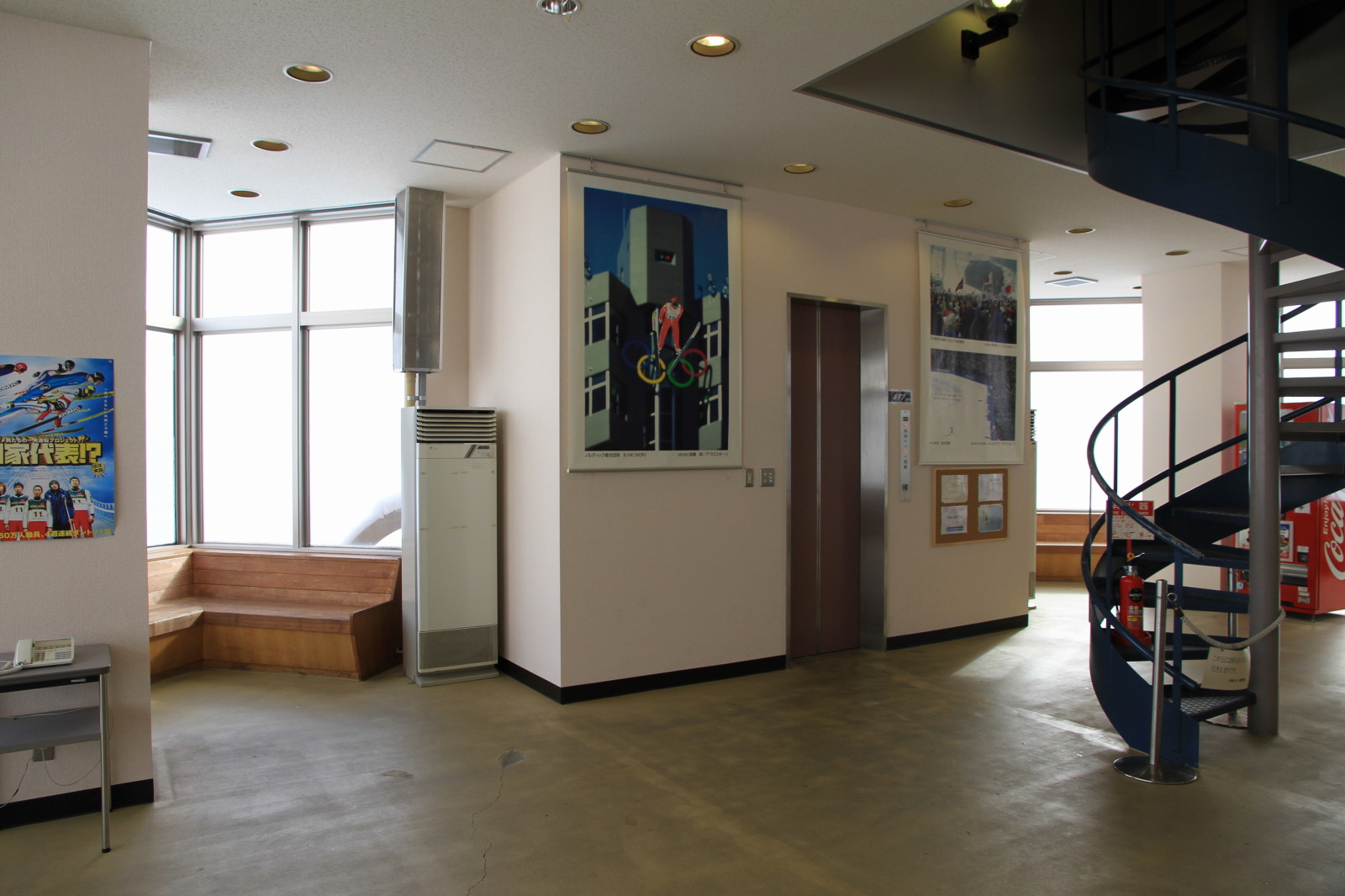
展望台(スタートタワー4F)